# Sangar (Sacha)
Sangar (russisch Санга́р; jakutisch Сангаар) ist eine Siedlung städtischen Typs in der Republik Sacha (Jakutien) in Russland mit 4377 Einwohnern (Stand 14. Oktober 2010).

## Geographie
Der Ort liegt etwa 240 km Luftlinie nordnordwestlich der Republikhauptstadt Jakutsk in der Mitteljakutischen Niederung. Er befindet sich am rechten Ufer der Lena, etwa 10 km oberhalb der Einmündung des Nebenflusses Tschotschuma. Südöstlich des Ortes ragt über dem in diesem Bereich ansonsten zumeist flachen Lenatal in unmittelbarer Flussnähe der 430 m hohe Berg Baatal-Chajata auf.
Sangar ist Verwaltungszentrum des Ulus Kobjaiski. Die Siedlung ist Sitz der Stadtgemeinde (gorodskoje posselenije) Possjolok Sangar, zu der außerdem die die Dörfer Awiaport (4 km nordwestlich) und Smoroditschny (gut 3 km südöstlich, beide am Lenaufer) gehören.

## Geschichte
Die Siedlung wurde 1928 im Zusammenhang mit der beginnenden Erschließung eines Steinkohlevorkommens gegründet. Seit 1940 besitzt Sangar den Status einer Siedlung städtischen Typs. 1959 wurde der Verwaltungssitz des Ulus aus dem Dorf Kobjai nach Sangar verlegt.
Infolge der Einstellung des Kohlebergbaus in den 1990er-Jahren verließ mehr als die Hälfte der Einwohner den Ort.

### Bevölkerungsentwicklung
| Jahr | Einwohner |
| ---- | --------- |
| 1959 | 4.900     |
| 1970 | 6.685     |
| 1979 | 10.252    |
| 1989 | 10.107    |
| 2002 | 4.789     |
| 2010 | 4.377     |

Anmerkung: Volkszählungsdaten

## Verkehr
Sangar ist nicht an das feste Straßennetz angeschlossen; Verbindung besteht nur zu den Orten der Gemeinde. In der eisfreien Zeit besteht Schiffsverbindung auf der Lena; im Winter wird auf dem Fluss eine Eisstraße angelegt. Der Flugplatz des Ortes beim Dorf Awiaport (ICAO-Code UEMS) wird gegenwärtig nicht regulär angeflogen.